# Zelfbinding

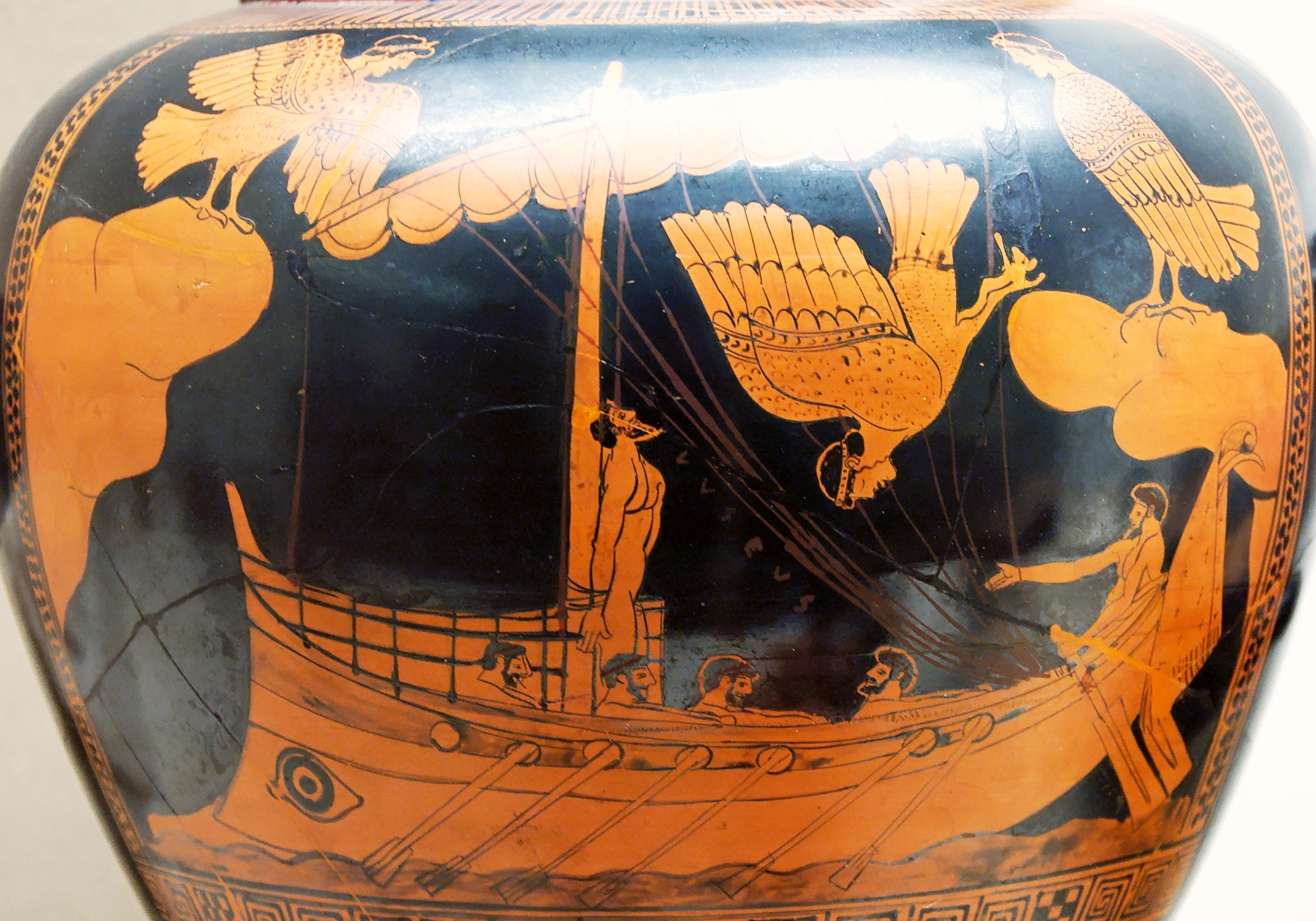
Odysseus heeft zichzelf aan de mast laten vastbinden, om het betoverende gezang der sirenen te kunnen weerstaan.

Zelfbinding is in de speltheorie een ondersteunende of begeleidende actie van een strategische stap. Het is een verplichting waar de speler voor langere tijd aan gebonden is. Zelfbinding toont aan de tegenspeler dat het voornemen een handeling door te zetten ook werkelijk bestaat, omdat niet-zetten van de stap te duur of zelfs onmogelijk is. De speler verplicht zich tot een handeling als hij omstandigheden schept, die hem van buitenaf ertoe dwingen, bij zijn besluit te blijven. Het resultaat van een spel kan daarmee beslissend beïnvloed worden. Zelfbinding houdt in dat de eigen handelingsvrijheid wordt opgegeven. Aan de tegenspelers kunnen op deze manier handelswijzen getoond worden die anders niet geloofwaardig zouden zijn.
Als zelfbinding zonder bepaalde tegenspelers wordt toegepast, spreekt men wel van Commitment Device (Duits: „verbindliche Selbstverpflichtung“ of kortweg „Selbstbindung“). Daarmee wordt de handelingsvrijheid op korte termijn beperkt, ten gunste van een op langere termijn gewenst resultaat, dat zonder toepasselijke zelfbinding niet tot stand zou komen. Op deze manier is zelfbinding een middel tegen Akrasia. Het klassieke voorbeeld van een commitment device is Odysseus, die zichzelf aan de mast laat vastbinden om het betoverende gezang der sirenen te kunnen weerstaan. Zijn manschappen geeft hij het bevel zich de oren met was dicht te smeren, zodat zij noch de sirenen, noch zijn smeken om losgemaakt te worden, zouden horen. 
Zelfbinding is het onderdeel van de strategische handelingen, dat het voorgenomen handelingsplan geloofwaardig maakt. Het doel van zelfbinding is het gedrag van de tegenstander in het eigen voordeel te beïnvloeden. Bij strategische beslissingen van ondernemers is zelfbinding een onmisbare voorwaarde voor het verkrijgen van concurrentievoordelen. Het geeft ondernemingen bijvoorbeeld de mogelijkheid toetredingsbarrières tot de markt op te werpen en deze een zekere tijd in stand te houden. Mogelijkheden voor zelfbinding bij ondernemers zijn bijvoorbeeld investeringen in research en development, investeringen in productiecapaciteitt, beslissingen over de financieringsstructuur en het overdragen van beslissingsbevoegdheid aan verschillende instanties. Zelfbinding kan alleen toegepast worden in een dynamische omgeving, dus bij spellen die op een langere periode betrekking hebben. Dat houdt in speltheoretisch opzicht in, dat er minstens twee beslissingsmomenten moeten voorkomen. Het betekent ook dat zelfbinding waarneembaar en te begrijpen moet zijn, omdat deze anders door een tegenspeler niet wordt herkend en hem niet kan beïnvloeden bij zijn latere beslissingen. De geloofwaardigheid wordt daarbij door onomkeerbaardheid, in de vorm van sterke verplichtingen, bereikt. Reeds het niet kunnen terugdraaien van de tijd veroorzaakt de onomkeerbaarheid van een beslissing, zoals bijvoorbeeld eenmaal gedane inversteringen in R&D niet ongedaan kunnen worden gemaakt.